# Пенсіонер (Академія мистецтв)
Пенсіонер — випускник Імператорської академії мистецтв Російської імперії, який отримував грошову допомогу для додаткового вдосконалення своєї майстерності. Статус пенсіонера переважно набували найкращі діячі мистецтв, які закінчували навчання в Академії з Великою золотою медаллю впродовж XVIII ст. — до початку XX ст.
Першими пенсіонерами вважаються архітектор Василь Баженов і художник Антон Лосенко (1760 рік), а також Іван Старов (1762 рік) попри те, що статут Академії мистецтв із правилами про пенсіонерів з'явився лише в 1764 році.
Грошове забезпечення — пенсіон (фр. pension, від лат. pensio), аналог сучасного гранту, пенсіонери Академії мистецтв найчастіше витрачали на виїзд в Італію або інші країни. У XVIII столітті пенсіон виплачували три роки, а вже у XIX столітті термін виплат збільшили до шести років.
Живописці, скульптори й архітектори, які більше цікавились античним мистецтвом, здебільшого весь термін перебували за кордоном; жанрові художники, баталісти і пейзажисти зазвичай проводили три роки за кордоном, а ще три подорожували Росією.
Після прийняття нового статуту Академією (1893) грошове забезпечення живописці і скульптори отримували впродовж чотирьох років, а гравери, архітектори та пейзажисти — впродовж двох.
Пенсіонери Академії мистецтв, серед інших привілеїв, звільнялися від військової повинності.
Подібно до Академії пенсіони також призначалися Імператорським товариством заохочення мистецтв.